# Besnagar
Ne doit pas être confondu avec l'ancienne cité de Bisnagar ou Bisnaga, Vijayanagara, et le royaume du même nom, Royaume de Vijayanagara
Besnagar, aussi  Vessanagara, est le site archéologique de l'ancienne ville de Vidisha. Besnagar se trouve à proximité de la Vidisha moderne, entre les rives des rivières Bes et Betwâ. Besnagar était une cité très importante, probablement la capitale de l'est du Malwa, comme Ujjain était la capitale de l'ouest du Malwa.
De nombreuses statues et vestiges architecturaux ont été retrouvés dans les ruines de l'ancienne ville. Les premières excavations furent entreprises par H.H.Lake en 1910, et les résultats publiées dans Journal of the Bombay Asiatic Society, Vol.23, pp.135-146.

## Environs
C'est a Besnagar que fut reçue l'ambassade du roi Indo-Grec Antialkides par le souverain Sunga Bhagabhadra vers 125 av. J.-C.. Le Pilier d'Héliodoros a été établi dans la toute proche périphérie de Besnagar.
Il y a plusieurs groupes de stupas à proximité de Besnagar, le premier étant Sanchi, et les autres, plus petits, Bhojpur Andher, Sonari et Satdhara. 
Les grottes hindoues de Udayagiri sont aussi très proches.

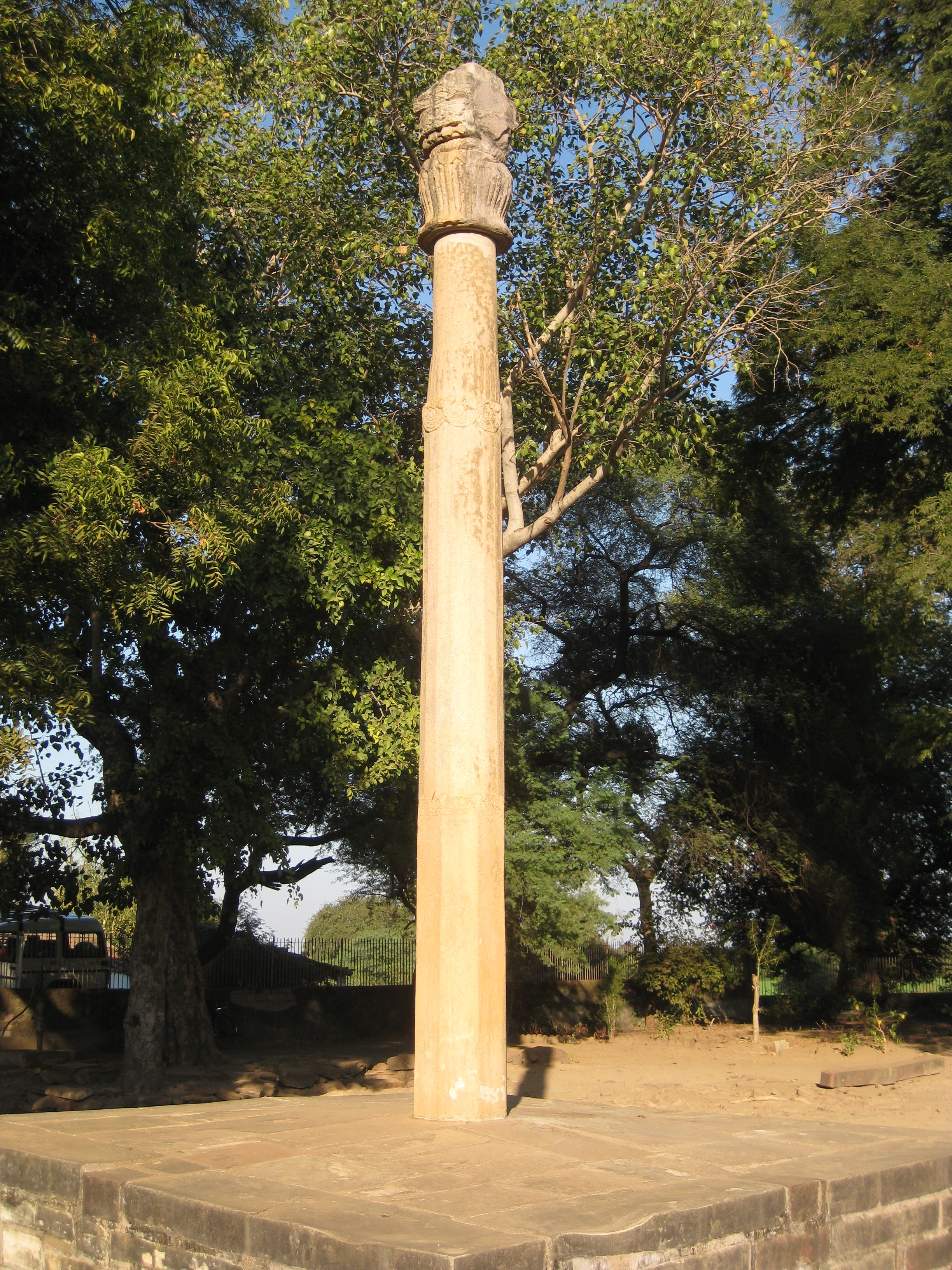
Le Pilier d'Héliodoros.
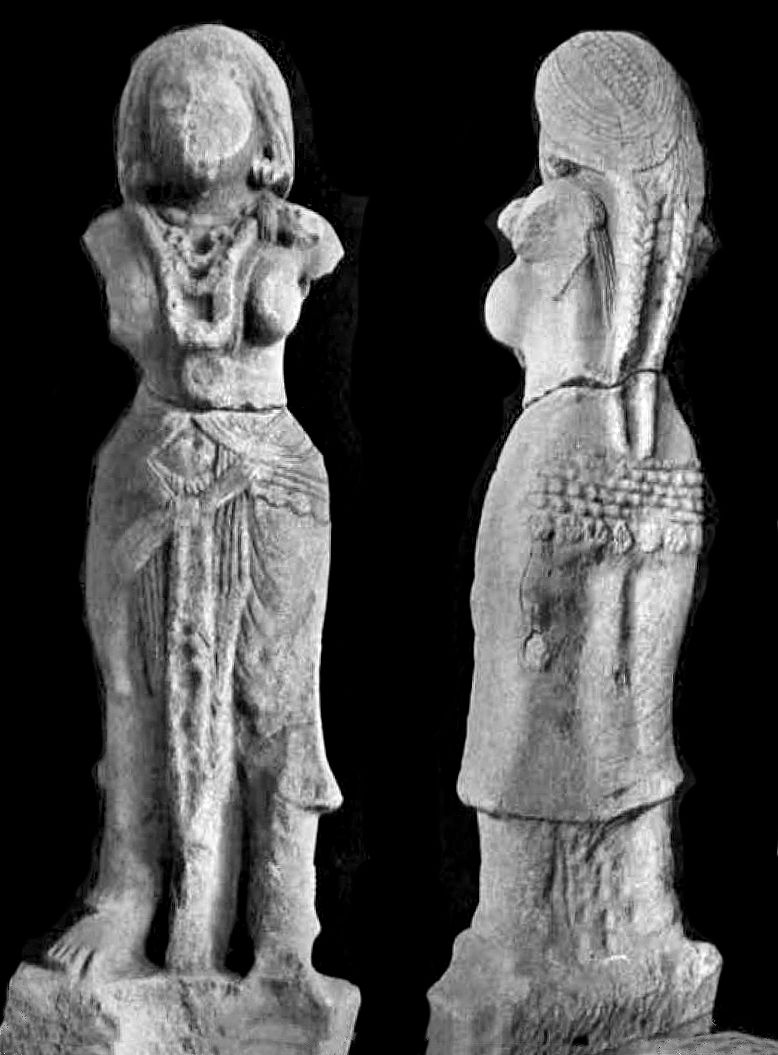
Yakshini de Besnagar.
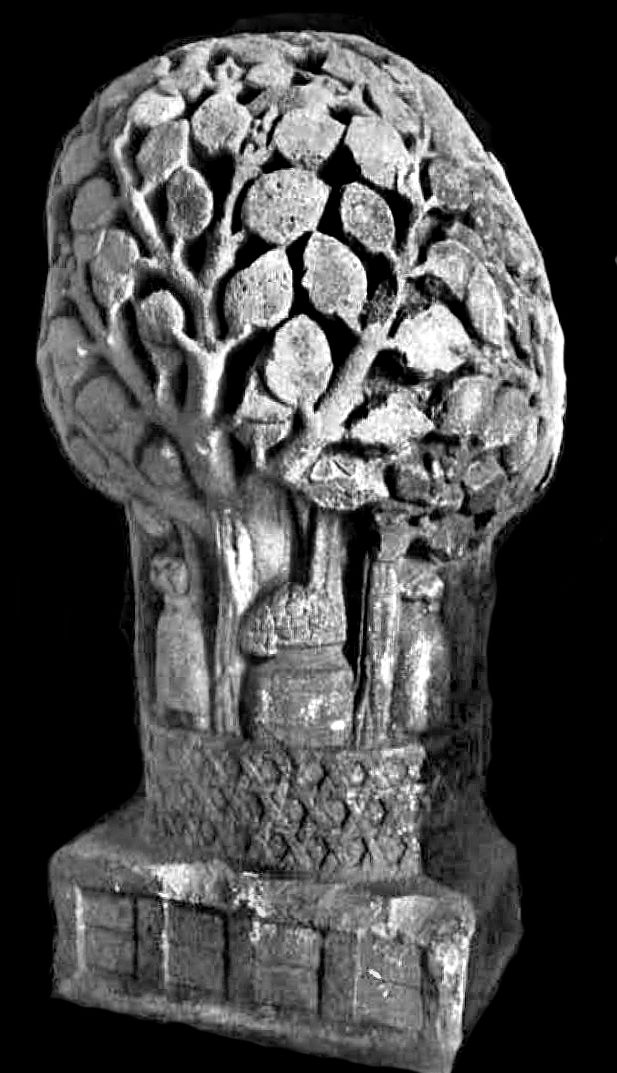
Kalpadruma de Besnagar.
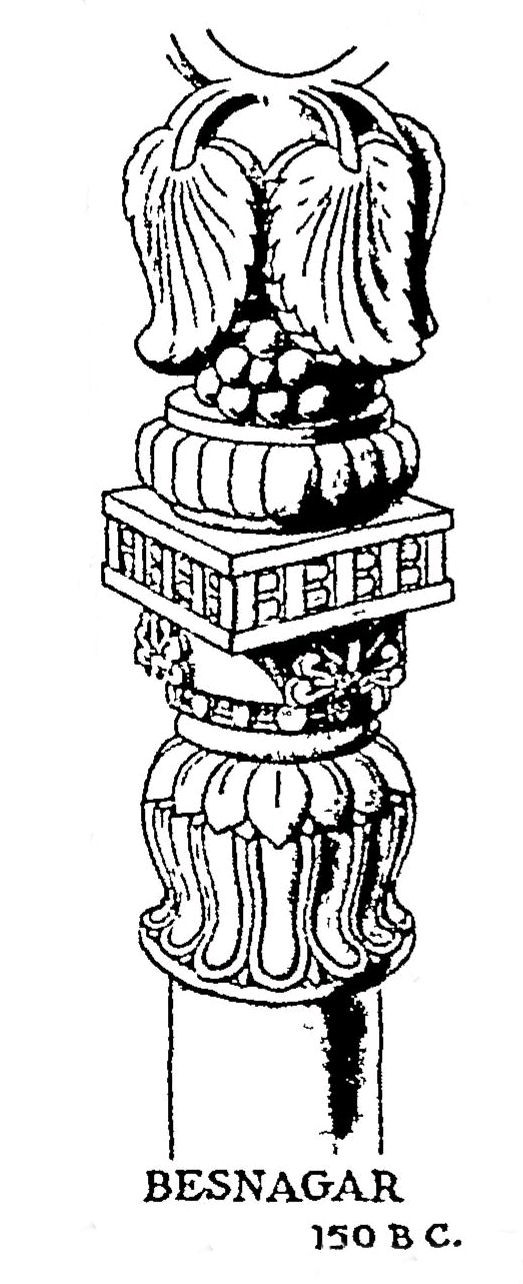
Chapiteau de pilier.
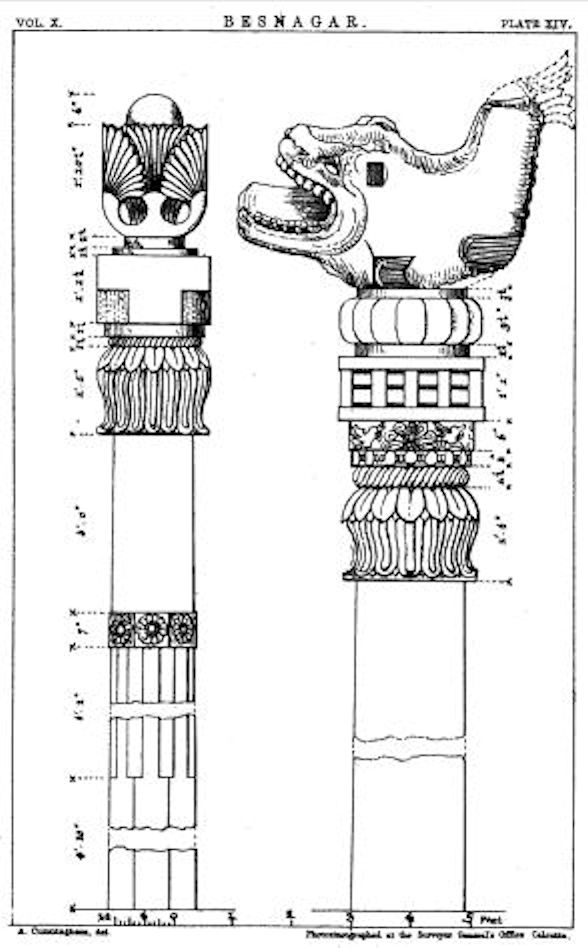
Pilier aux palmes et pilier au Makara.
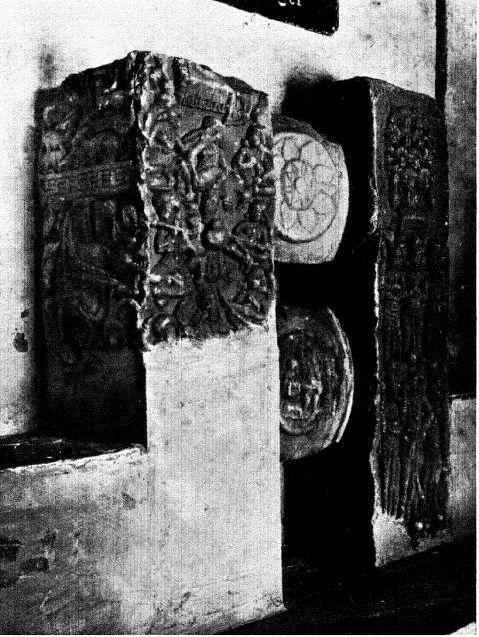
Barrières sculptées, Besnagar.
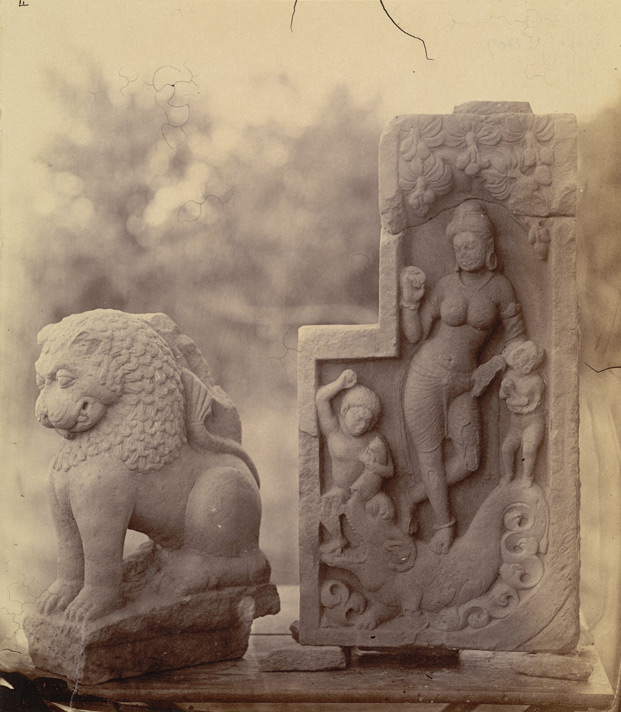
Statue de Ganga, la déesse hindoue du Gange.

## Référence
1. ↑  (en) E. J. Rapson, Catalogue of the Coins of the Andhra Dynasty, the Western Ksatrapas, the Traikutaka Dynasty and the "Bodhi" Dynasty, Asian Educational Services, décembre 1996 (ISBN 978-81-206-0522-0, lire en ligne), p. 95
2. 1 2  (en) Om Prakash Misra, Archaeological Excavations in Central India: Madhya Pradesh and Chhattisgarh, Mittal Publications, 2003 (ISBN 978-81-7099-874-7, lire en ligne), p. 90
3. ↑  (en) Buddhist Circuit in Central India: Sanchi, Satdhara, Sonari, Andher, Travel Guide, Goodearth Publications, 2010 (ISBN 978-93-80262-05-5, lire en ligne), p. 31